# Harry Burrard
Pour les articles homonymes, voir Burrard.
Harry Burrard (1er juin 1755 – 17 octobre 1813), 1er baronnet Burrard de Lymington, est un général britannique.

## Biographie
Il commence sa carrière militaire en prenant part aux campagnes de l'armée britannique en Amérique, en Flandres et au Danemark. Sir Harry Burrard est déjà âgé quand il prend le commandement de l'armée britannique dans la péninsule, remplaçant Sir Arthur Wellesley, et où il est surnommé Betty par ses troupes.
Il commande en chef l'armée britannique pendant une seule journée avant d'être remplacé par Sir Hew Dalrymple. Sa seule décision est d'arrêter Wellesley dans sa poursuite du général Jean-Andoche Junot après la bataille de Vimeiro. Son successeur entame avec Junot les négociations qui conduisirent à la convention de Cintra. Rappelé à Londres pour une enquête sur le traité, Burrard est mis à la retraite anticipée.
Son cousin, dont le nom est également Sir Harry Burrard (1765-1840), est celui dont le nom fut attribué en 1792 à la Baie Burrard au Canada par son ami le capitaine George Vancouver.